# Bitka za Kijev (1941.)
Prva bitka za Kijev njemački je naziv za vojnu operaciju koja je rezultirala velikim okruženjem sovjetskih postrojba blizu Kijeva tijekom Drugoga svjetskoga rata: s obzirom na broj angažiranih vojnika, tu se operaciju često smatra i najvećim okruživanjem vojnika u povijesti ratovanja. Operacija je trajala od 7. kolovoza do 26. rujna 1941. godine, kao dio operacije Barbarossa, i bila je os invazije na Sovjetski Savez. U sovjetskoj vojnoj povijesti naziva se "Kijevska obrambena operacija" (rus. Киевская оборонительная операция), uz nešto drukčiji nadnevak početka (od 7. srpnja do 26. rujna 1941. godine).[nedostaje izvor]
Skoro cijeli jugozapadni front Crvene armije bio je u njemačkom okruženju (po njemačkim tvrdnjama bilo je 665 000 zarobljenih crvenoarmejaca). Međutim, okruživanje Kijeva nije bilo potpuno, pa su manje skupine vojnika Crvene armije uspjele pobjeći i nakon što su se njemačka "kliješta" susrela istočno od grada, uključujući i stožere maršala Semjona Buđonija, maršala Semjona Timošenka i komesara Nikite Hruščova. Zapovjednik jugozapadne fronte Mikhail Kirponos ostao je iza neprijateljskih linija i poginuo je pri pokušaju proboja.